# Aigües d'Estix
Les Aigües d'Estigia són les fonts del riu Cratis a la muntanya Helmós, d'una altura de 2100 metres, en el terme municipal de Kalàvrita, pertanyent a la província de Acaia a la regió del Peloponès a Grècia.
En la mitologia grega, Estigia o Estix era una oceànide, filla d'Oceà. En la Titanomàquia va estar de part de Zeus en la seva lluita contra Cronos.
En aquest lloc prestaven els déus els seus més solemnes juraments, per això bevien d'aquestes aigües en copa d'or, i aquí és on rebien el càstig. Deien que si un mortal bevia d'aquestes aigües moria, i que si se submergia metall en elles, aquest es fonia.
Aquí va ser submergit Aquil·les per la seva mare per fer-lo invulnerable, però el va subjectar pel taló que va quedar com l'únic punt vulnerable del seu cos.
D'acord amb un estudi de la Universitat Stanford, les aigües tenen un potencial tòxic a causa d'uns bacteris presents al sòl, la qual cosa podria ser l'explicació de l'atribució a aquestes de l'enverinament d'Alexandre el Gran.